# Bauke Mollema
Bauke Mollema, född 26 november 1986 i Groningen, Nederländerna, är en nederländsk professionell tävlingscyklist. 
Mollema blev professionell med det nederländska UCI ProTour-stallet Rabobank inför säsongen 2008, men hade under säsongen 2007 tävlat för deras amatörstall, Rabobank Continental. Mollema var också stagiaire för det nederländska stallet Löwik Meubelen under 2006, vilket innebar att han fick prova på att vara professionell med stallet. När Mollema blev professionell 2008 hade han bara tävlingscyklat under tre år.

## Amatörkarriär
Bauke Mollema vann etapp 2 av Vuelta Ciclista a León under säsongen 2006.
Under säsongen 2007, när han tävlade för Rabobank Continental, vann nederländaren det prestigefyllda etapploppen Tour de l'Avenir, en tävling för unga talanger, där bara två segrare tidigare varit nederländare, Joop Zoetemelk (1969) och Fedor den Hertog (1972). Under året vann han också etapploppet Circuito Montañés. Han blev också utsedd till bästa unga cyklist i etapploppen Vuelta a Navarra, Vuelta Ciclista a León och Tour de l'Ain.

## Proffskarriär
Säsongen därpå, sitt första i det professionella stallet Rabobank, slutade han trea på etapp 2 av Vuelta a Castilla y León efter landsmännen Karsten Kroon och Thomas Dekker. Han slutade tävlingen på sjätte platsen sammanlagt. Han gjorde sin ProTour-debut på Romandiet runt 2008, men slutförde inte loppet på grund av en krasch som orsakade ett brutet nyckelben. Han återvände i toppform till Tyskland runt, där han startade som Rabobanks lagledare, och slutade på sjunde plats i tävlingen.
Våren 2009 gick inte som Mollema hade förväntat sig och det visade sig att han hade körtelfeber, vilket innebar att säsongen var över för hans del.

### 2010
Mollema gjorde sin Grand Tour debut i Giro d'Italia 2010, där han slutade på tolfte plats och tog tredje platsen i ungdomstävlingen. Under loppet hade han missat en utbrytning med 50 cyklister, däribland flera av hans motståndarna i sammandraget hade lyckats ta en 12 minuter ledning. Senare under säsongen vann Mollema en bergsetapp på Polen runt och tog sedan tredje platsen i loppet bakom vinnaren Daniel Martin och tvåan Grega Bole. Under den sista etappen av Polen runt kraschade Mollema och bröt nyckelbenet.

### 2011
Under våren 2011 visade han bra form med en nionde plats totalt i Paris-Nice och han tog också tionde platsen i Katalonien runt. Han körde sin första Tour de France. Som förberedelse inför det franska etapploppet cyklade han Schweiz runt, där Mollema och lagkamraten Steven Kruijswijk visade upp sig. Kruijswijk slutade på prispallen, medan Mollema slutade på femte plats eftersom han hade tappat tid efter en punktering. På grund av sjukdom kunde inte Bauke Mollema vara med och tävla om de bästa platserna i resultatlistan, men under den sista veckan började nederländaren att må bättre och han gav sig ut i en utbrytning, vilket resulterade i att han kunde ta andraplatsen på etapp 17 bakom Edvald Boasson Hagen.
Under året körde Mollema också sin tredje Grand Tour, Vuelta a España. I de tuffa avslutade stigningarna på etapp 5 och 8 körde han bra och slutade i topp fem. Den första veckan körde han starkt och efter sin andraplats på etapp 9 fick Bauke Mollema ikläda sig den röda ledartröjan. En dag senare tappade han ledningen efter ett tempolopp. Nederländaren vara nära att få kliva upp på prispallen i Vuelta a España, men fick nöja sig med fjärde platsen efter att Juan José Cobo attackerat på Alto de L'Angliru och tog över ledningen. Trots att han inte fick kliva upp på prispallen när det kom till slutställningen, fick han ta emot priset som vinnare av poängtävlingen.

### 2012
Bauke Mollema slutade på tredje plats i Baskien runt bakom spanjorerna Samuel Sánchez och Joaquim Rodríguez. Under våren slutade han på sjätte plats i Liège-Bastogne-Liège och blev sjua i La Flèche Wallonne.

### 2013
Mollemas stora mål under säsongen var Tour de France, där han slutade på sjätte plats. Han ställde även upp i Vuelta a España, där han efter en sen attack lyckades vinna etapp 17.

### 2014
Mollema lyckades återigen att få en bra placering i Tour de France, där han slutade tia. Under säsongen tog han även pallplatser i loppen Clásica de San Sebastián och Tour de Suisse.

### 2015
Inför 2015 års säsong anslöt sig Mollema till Trek Factory Racing.

## Meriter (urval)
2006
1:a, etapp 2, Vuelta Ciclista a León
2007
1:a, Circuito Montañés
etapp 6
1:a, Tour de l'Avenir
2008
3:a, etapp 2, Vuelta a Castilla y León
6:a, Vuelta a Castilla y León
7:a, Tyskland runt
2010
3:a, Polen runt
1:a, etapp 6
5:a, Vuelta a Andalucía
8:a Giro del Piemonte
2011
2:a, Vuelta a Castilla y León
1:a, kombinationstävlingen
2:a, Giro dell'Emilia
4:a, Vuelta a España
1:a  Poängtävlingen
Bar den röda ledartröjan efter etapp 9 
Bar den vita ledartröjan under etapp 9–12 
5:a, Schweiz runt
9:a, Paris-Nice
10:a, Katalonien runt
2012
3:a, Baskien runt
6:a, Liège-Bastogne-Liège
2013
1:a, etapp 17 Vuelta a España
6:a, Tour de France
2014
2:a Clásica de San Sebastián
3:a Tour de Suisse
10:a Tour de France

## Stall
- Löwik Meubelen (Stagiaire) 2006
- Rabobank Continental 2007
- Rabobank 2008–2014
- Trek Factory Racing 2015–